# Назаров, Николай Владимирович
Николай Владимирович Назаров (1885, Владимир — 1942, Москва) — российский гобоист.

## Биография
Окончил Московскую консерваторию (1910, класс В. Н. Денте). Первый гобой в оркестре Большого театра, затем в 1923—1929 гг. он играл в Персимфансе, позднее в оркестре Всесоюзного радио. Выступал также в составе квартета деревянных духовых инструментов (вместе, в частности, с флейтистом Фёдором Левиным).
С 1929 г. преподавал в музыкальном техникуме имени Гнесиных, с 1933 г. одновременно в музыкальном училище М. М. Ипполитова-Иванова. С 1940 г. профессор Московской консерватории. Автор известной в СССР «Школы игры на гобое» (1939—1941).
Умер в 1942 году. Похоронен на Введенском кладбище (19 уч.).